# Europese kampioenschappen judo 1997
De Europese kampioenschappen judo 1997 waren de elfde editie van de Europese kampioenschappen judo en werden gehouden in Oostende, België, op donderdag 8 mei tot en met zondag 11 mei 1997. 

## Resultaten

### Mannen
| Gewichtsklasse | Goud                | Zilver               | Brons                                 |
| -------------- | ------------------- | -------------------- | ------------------------------------- |
| – 60 kg        | Rachad Mamedov      | Yacine Douma         | Girolamo Giovinazzo Pedro Caravana    |
| – 65 kg        | Hüseyin Özkan       | Giorgi Revazishvili  | Larbi Benboudaoud Julian Davis        |
| – 71 kg        | Giorgi Vazagashvili | Anatoly Laryukov     | Christophe Gagliano Danny Kingston    |
| – 78 kg        | Johan Laats         | Djamel Bouras        | Dirk Radszat Patrick Reiter           |
| – 86 kg        | Mark Huizinga       | Sergei Klischin      | Daan De Cooman Algimantas Merkevičius |
| – 95 kg        | Ben Sonnemans       | Ghislain Lemaire     | Radu Ivan Dano Pantić                 |
| + 95 kg        | Selim Tataroğlu     | Dennis van der Geest | Harry Van Barneveld Rafał Kubacki     |
| Open           | Harry Van Barneveld | Volker Heyer         | Indrek Pertelson Selim Tataroğlu      |

### Vrouwen
| Gewichtsklasse | Goud                 | Zilver              | Brons                                   |
| -------------- | -------------------- | ------------------- | --------------------------------------- |
| – 48 kg        | Sylvie Meloux        | Anna-Maria Gradante | Svetlana Komarova Tatiana Moskvina      |
| – 52 kg        | Inge Clement         | Alena Karytskaya    | Marie-Claire Restoux Lioudmila Khramova |
| – 56 kg        | Marie-Isabelle Lomba | Isabel Fernández    | Magali Baton Beata Kucharzewska         |
| – 61 kg        | Gella Vandecaveye    | Michaela Vernerová  | Séverine Vandenhende Irena Tokarz       |
| – 66 kg        | Yvonne Wansart       | Úrsula Martín       | Claudia Zwiers Kate Howey               |
| – 72 kg        | Ulla Werbrouck       | Chloe Cowen         | Karin Kienhuis Uta Kühnen               |
| + 72 kg        | Johanna Hagn         | Michelle Rogers     | Céline Lebrun Beata Maksymow            |
| Open           | Beata Maksymow       | Françoise Harteveld | Raquel Barrientos Brigitte Olivier      |

## Medaillespiegel
| Plaats | Land                | Goud | Zilver | Brons | Totaal |
| 1      | België              | 6    | 0      | 3     | 9      |
| 2      | Duitsland           | 2    | 2      | 2     | 6      |
| 2      | Nederland           | 2    | 2      | 2     | 6      |
| 4      | Turkije             | 2    | 0      | 1     | 3      |
| 5      | Frankrijk           | 1    | 3      | 6     | 10     |
| 6      | Wit-Rusland         | 1    | 2      | 1     | 4      |
| 7      | Georgië             | 1    | 1      | 0     | 2      |
| 8      | Polen               | 1    | 0      | 4     | 5      |
| 9      | Verenigd Koninkrijk | 0    | 2      | 3     | 5      |
| 10     | Spanje              | 0    | 2      | 1     | 3      |
| 11     | Oostenrijk          | 0    | 1      | 1     | 2      |
| 12     | Tsjechië            | 0    | 1      | 0     | 1      |
| 13     | Rusland             | 0    | 0      | 2     | 2      |
| 14     | Estland             | 0    | 0      | 1     | 1      |
| 14     | Italië              | 0    | 0      | 1     | 1      |
| 14     | Litouwen            | 0    | 0      | 1     | 1      |
| 14     | Roemenië            | 0    | 0      | 1     | 1      |
| 14     | Portugal            | 0    | 0      | 1     | 1      |
| 14     | Joegoslavië         | 0    | 0      | 1     | 1      |
| Totaal | Totaal              | 16   | 16     | 32    | 64     |